# Eugenia funkiana
Eugenia funkiana är en myrtenväxtart som beskrevs av Otto Karl Berg. Eugenia funkiana ingår i släktet Eugenia och familjen myrtenväxter. Inga underarter finns listade i Catalogue of Life.